# Ephedra gerardiana
Ephedra gerardiana — вид гнетоподібних з родини ефедрових (Ephedraceae). Місцем проживання цього виду є Сибір, Афганістан, Індія (Гімалаї), Непал, Пакистан, Цінхай, Таджикистан, Тибет, і Сіньцзян.

## Біоморфологічна характеристика
Цей вид є низькорослим, жорстким голонасінним, 30–60 см заввишки з багатьма скупченими, зеленими, з'єднаними гілками, що виходять з дерев'янистої основи. На гілках є листяні коричневі лусочки. Чоловічі шишки поодинокі або скупчені групами по 2–3 і містять 4–8 стробілів. Жіночі шишки поодинокі. Змінені внутрішні конусні лусочки охоплюють чорне насіння і стають червоними та м'ясистими. Це вітрозапильний вид, а його насіння поширюють птахи.

## Використання
Ephedra gerardiana використовувалася в системах традиційної медицини ще 5000 років тому. Його споживають у різних формах, включаючи пиття соку з ягід, кип'ятіння стебел для приготування чаю або подрібнення стебел у порошок. Його ефективність у лікуванні ревматизму була науково підтверджена дослідженням, яке відзначає, що це пов'язано з поєднанням алкалоїдів, флавоноїдів, сапонінів і антиоксидантів у рослині. Також було підтверджено його вплив на лікування респіраторних проблем і підвищення серцевої діяльності. Його корисність при лікуванні респіраторних проблем пояснюється сильною антибактеріальною дією та судинорозширювальною дією ефедрину. Ефедрин, основний алкалоїд E. gerardiana, вперше був видобутий і використаний у західній медицині в 1930-х роках. Хоча ефедрин можна отримувати синтетично, загальний неочищений екстракт виявився більш ефективним у лікуванні застуди та грипу, ніж синтетичний еквівалент. E. gerardiana має велику кількість ефедрину порівняно з більшістю інших видів Ephedra.
Окрім використання в медицині, у деяких регіонах його використовують як джерело палива та корму.